# Draghixa
Draghixa, née  le 3 juin 1973 à Paris  est une actrice pornographique française d'origine serbe[réf. à confirmer], dont la carrière s'est déroulée dans les années 1990.

## Biographie
Draghixa suit une formation de coiffeuse et débute dans le cinéma pornographique chez Laetitia en 1993 à l'instigation de l'acteur Éric Weiss (d). Ce dernier était son petit ami et il l'avait initiée à la sexualité. Son premier film, Offertes à tout n° 3 sous la direction de Michel Ricaud pour Marc Dorcel, est un succès.
En 1995, elle part pour les États-Unis tenter sa chance et apparait dans plusieurs gonzo. Sa courte carrière est très remarquée du fait de sa plastique et de ses capacités pour les scènes de fellation et les scènes anales. Elle est consacrée par un Hot d'or obtenu en 1995 pour Le Parfum de Mathilde. Draghixa cesse son activité dans le cinéma pornographique quelques mois plus tard.
Draghixa a, sous son nom d'actrice X, sorti un disque single en 1996 : Dream,. Elle chante aussi sur le titre Did You Test? du groupe Lapsus. Enfin, elle apparaît dans le clip vidéo du groupe Silmarils Cours Vite, aux côtés d'autres stars françaises du X, dont Julia Channel, et dans le clip de Demon vs Heartbreaker You are my high où elle embrasse un homme pendant 2 minutes 30.

## Filmographie
Télévision
• 18 mars 1995 : Aphrodisia - Cybersex
Cinema
- 1993 : Offertes à tout n° 3
- 1993 : Private Film 6: Lady in Spain
- 1994 : Stiff Competition 2
- 1994 : Dracula
- 1994 : Tout le monde dit oui
- 1995 : Honeydrippers 2: Blonde Forces
- 1995 : Le Parfum de Mathilde
- 1995 : Nasty Girls 6
- 1995 : Secrets de Femmes
- 1995 : The Voyeur
- 1995 : Up and Cummers 15
- 1996 : Citizen Shane
- 1996 : Cum One, Cum All: The Best of Up and Cummers Early Volumes
- 1996 : Hamlet, pour l’amour d’Ophélie
- 1996 : Lesbian Lovers 2
- 1996 : Sperma Klinik
- 1996 : Concetta Licata 2
- 1996 : Anal X Import 18: France
- 1996 : Maximum Perversum 69 - Perverse Leidenschaften
- 1996 : The Best by Private 1: Private Stars
- 1996 : The Best by Private 9: United Colors of Private
- 1996 : Absolute Private
- 1996 : Private Lust Treasures 1 Les Captives : Les Captives 2 The Best by Private 54: Ebony Dreams

### Clip musical
- 1997 : Did You Test?
- 1995 : Cours vite (première chanson sortie en single du premier album de Silmarils, Silmarils)
- 2000 : You Are My High

## Récompenses
- Hot d'or de la meilleure actrice en 1995 pour Le Parfum de Mathilde (Vidéo Marc Dorcel)
- Award au Festival international de l'érotisme de Bruxelles